# 共和党 (蒙古国)
共和党（羅馬化：Bügd Nairamdakh Nam）是一个蒙古国政党。

## 简介
该党的前身是巴扎尔萨德·扎尔嘎勒赛汗1992年3月创建的“蒙古资本家党”（英語：Mongolian Capitalists' Party，简称MCP）。1997年2月，该党更名为“蒙古共和党”（Mongolyn Bügd Nairamdakh Nam。英文Mongolian Republican Party，简称MRP）。2002年2月，蒙古共和党同桑加苏伦·奥云领导的公民意志党合并，成立“公民意志－共和党”（英語：Civil Courage-Republican Party，简称CCRP），桑加苏伦·奥云当选该党主席，扎尔嘎勒赛汗当选为该党副主席。但是后来，扎尔嘎勒赛汗同该党领导人桑加苏伦·奥云吵翻，并于2004年脱离该党，重组“共和党”（英語：Republican Party，简称RP），扎尔嘎勒赛汗任共和党主席。
在2004年国家大呼拉尔选举中，共和党在国家大呼拉尔中的76个席位中赢得一席，但在2008年6月29日的国家大呼拉尔选举中没有赢得任何席位。在2012年国家大呼拉尔选举中，共有11个政党和2个政党联盟参选。最终有3个政党和1个政党联盟获得国家大呼拉尔席位。该党和全蒙古劳动党共同组成“第三力量”联盟（Gurav Dah Huchin），是参选的两个政党联盟之一，但该联盟未获得席位。